# Thomasomys hylophilus
Thomasomys hylophilus är en däggdjursart som beskrevs av Wilfred Hudson Osgood 1912. Thomasomys hylophilus ingår i släktet paramoråttor, och familjen hamsterartade gnagare. IUCN kategoriserar arten globalt som starkt hotad. Inga underarter finns listade i Catalogue of Life.
Arten förekommer i en mindre region i gränsområdet mellan Colombia och Venezuela. Den lever i bergstrakter vid 2000 meter över havet eller högre. Thomasomys hylophilus vistas i molnskogar och i andra fuktiga delar av bergstrakten. Individerna är aktiva på natten, går främst på marken och har växtdelar samt smådjur som föda.